# 国际生物科学联合会
国际生物科学联合会（International Union of Biological Sciences，IUBS），是一个非政府性的生物学学术组织。1919年，该组织在比利时布鲁塞尔成立。国际生物科学联合会为国际科学理事会（ICSU）的科学联合会成员之一。

## 组织
国际生物科学联合会会员包括常任会员（Ordinary Member）、科学会员（Scientific Member）。
最高权力机构为其代表大会。每3年召开代表大会一次。执行机构为执行委员会。